# 乌玛塘站

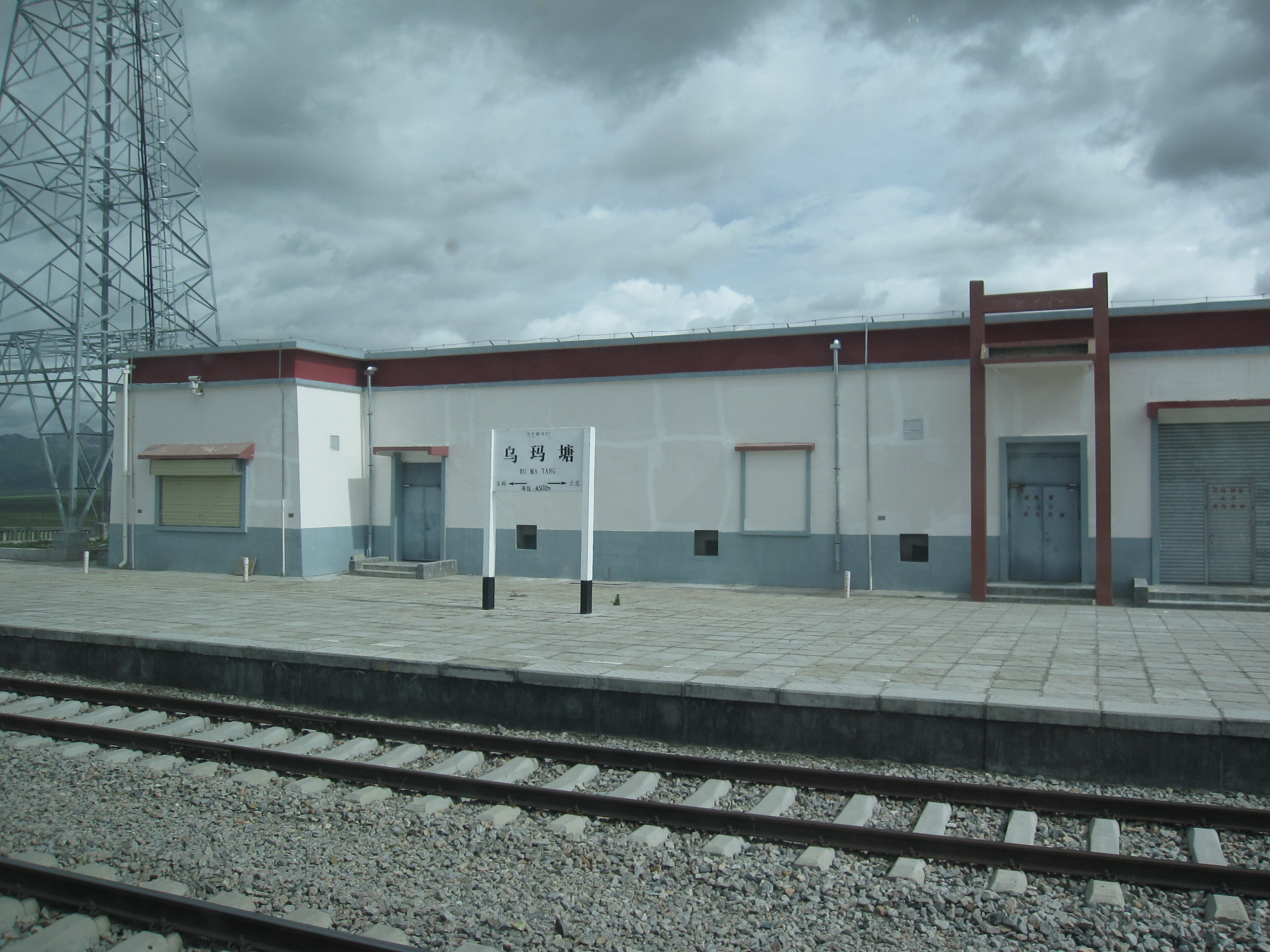
乌玛塘站

乌玛塘站位于中国西藏自治区拉萨市当雄县，海拔4502米，于2006年7月1日启用。该站为青藏铁路的无人驻守车站，由中国铁路青藏集团营运。

## 使用情况
乌玛塘站是青藏铁路的无人站，有14列旅客列车经过此站，主要为拉萨到发的各类旅客列车。

## 始发车次
目前乌玛塘站未有任何始发车次。

## 历史
- 2006年7月1日：乌玛塘站建成启用。